# Playas del Rosario
Playas del Rosario – miasto w Meksyku, w stanie Tabasco.